# Мајкл Ентони
Мајкл Ентони (Џорџтаун, 4. октобар 1957) је боксер из Гвајане. На Олимпијским играма 1980. у Москви освојио је бронзану медаљу у категорији бантам што је била прва медаља за Гвајану на Олимпијским играма. Бавио се и професионалним боксом. Каријеру је завршио 1995.